# Награда „Доситеј Обрадовић” за животно дело
Награда „Доситеј Обрадовић” за животно дело установљена је и додељује се од 2013. године. Управни одбор Задужбине „Доситеј Обрадовић”, на седници одржаној 16. октобра 2013. године, донеo је одлуку о утемељењу награде. Додељује се за животно дело из области филозофије, етике, естетике, теорије и историје књижевности, компаратистике, лингвистике, различитих грана педагошко-психолошке теорије и праксе, преводилаштва и свих видова културног посредништва и комуникације. Награду додељује Задужбина „Доситеј Обрадовић”, а састоји се од плакете са ликом Доситеја Обрадовића и новчаног износа.

## Добитници
Према Правилнику о додељивању Награде добитник може бити држављанин Републике Србије, или неке друге државе, чији рад доприноси српској култури и њеној промоцији у свету.
Конкурс се расписује једном годишње, а награда се уручује сваког фебруара за претходну годину. О добитницима награде одлуку доноси петочлани жири који је именован од стране Управног одбора Задужбине и чији мандат траје четири године.
| Година | Добитник/ца                   | Образложење жирија |
| ------ | ----------------------------- | --- |
| 2013.  | академик Владета Јеротић      | Академик Владета Јеротић је својим животом, делом и деловањем по свему на трагу мисије коју је у српском народу остварио Доситеј Обрадовић. Његово просветитељство, филозофско-религијско и књижевно стваралаштво, прожето изразитом хуманистичком цртом његове личности, превазилази и наткриљује све посебности и искључивости својствене нашем времену... (Жири: проф. др Војислав Јелић - председник жирија, проф. др Мирко Васиљевић, проф. др Славко Гордић, др Марко Недић и проф. др Драган Симеуновић) |
| 2014.  | Бисерка Цвејић                | Госпођа Бисерка Цвејић, примадона Опере Народног позоришта у Београду, већ одавно је позната и призната у земљи и свету као врхунски музички стваралац и вокални педагог. Попут Доситеја, вратила се, након у иностранству проведене младости, у родну земљу и посветила јој сву своју стваралачку енергију, проносећи потом најчувенијим светским музичким сценама не само славу свога талента, већ и глас о својој земљи и Београду у којем је провела најплодније деценије свога живота. (Жири: проф. др Војислав Јелић - председник жирија, проф. др Мирко Васиљевић, проф. др Славко Гордић, др Марко Недић и проф. др Драган Симеуновић) |
| 2015.  | Раша Попов                    | Педагошки учинак стваралачког и медијског дела и деловања Раше Попова на Доситејевом трагу духовног оплемењивања младих нараштаја на укупном српском духовном простору, укључујући стару и нову дијаспору, чини га достојним Доситејеве награде за животно дело. (Жири: проф. др Војислав Јелић - председник жирија, проф. др Мирко Васиљевић, проф. др Славко Гордић, др Марко Недић и проф. др Драган Симеуновић) |
| 2016.  | академик Љубомир Симовић      | Уметничком висином својих стваралачких домета, жанровском и тематском разноликошћу свога дела, откривалачким сведочењем о нашем наслеђу и савремености, одјеком свога стваралаштва, посебно драмског у раздаљеним светским културним центрима, свагда живом, доситејевском бригом за опстанак, слободу и напредак српског народа у сложеним и све неизвеснијим околностима савремене историје, академик Љубомир Симовић – песник, драмски писац и есејиста – представља данас, и поодавно, изразиту креативну индивидуалност и вазда критички будног посвећеника темељним питањима наше духовне и друштвене стварности. Уверени смо да ова одлике и заслуге чине Љубомира Симовића достојним награде с Доситејевим именом и знаком. (Жири: проф. др Војислав Јелић - председник жирија, проф. др Мирко Васиљевић, проф. др Славко Гордић, др Марко Недић и проф. др Драган Симеуновић) |
| 2017.  | Стеван Бугарски               | Стеван Бугарски је водећи научни и културни посленик међу Србима у Румунији, угледни проучавалац готово свих области српске баштине, од знаменитих личности попут грофа Ђорђа Бранковића, Доситеја Обрадовића, Саве Текелије, Милоша Црњанског, до српске штампе, црквене уметности, историје српских светиња, летописне традиције и политичке историје. Повезујући научне и просветитељске циљеве и настојања, којима је и Доситеј Обрадовић предано служио и тако своме роду заувек осигурао узорно место међу просвећеним народима Европе и света, он је својим прегалаштвом постао чувар српске баштине и самосвојности Срба у Румунији. Речју и делом Стеван Бугарски је учинио видљивим оно најважније што матици припада али истом снагом и замахом допире и до њених сународника у расејању. Рушећи ограде које нас деле саградио је мостове који нас спајају... (Жири: проф. др Војислав Јелић - председник жирија, проф. др Мирко Васиљевић, проф. др Славко Гордић, др Марко Недић и проф. др Драган Симеуновић) |
| 2018.  | академик Димитрије Стефановић | У време када код нас црквена музика, посебно она православнe провенијенције, није имала отворене могућности јавног представљања, нити је била предмет студија у музичким школама и факултетима, музиколог Димитрије Стефановић, академик, окупља младе људе, различитих образовних профила и интересовања, и тако отпочиње дуги процес упознавања и извођења старе музике откриване у византијским, латинским, руским и старим српским рукописима. Студијски хор Музиколошког института САНУ, под његовом диригентском палицом, гостовао је у многим земљама широм света – Аустрији, Немачкој, Енглеској, Француској, Швајцарској, Италији. Било је то духовно и етичко узрастање праћено ширењем до тада мало познате православне музичке културе у Европи, али и размена искустава са припадницима других конфесија који су први пут откривали музичку традицију са Балкана. Тај провсетитељски жар деценијама је градио мостове који су повезивали српску културу и православље са културама других народа и вероисповести... (Жири: проф. др Војислав Јелић - председник жирија, проф. др Мирко Васиљевић, проф. др Славко Гордић, др Марко Недић и проф. др Драган Симеуновић) |
| 2019.  | проф. др Светомир Бојанин     | Наш водећи дечији психијатар, лекар, педагог, етичар, хуманиста, посвећеник и поуздани чувар свих оних вредности које су утемељене у историју и културу српскога народа, својом сталном бригом о деци и школи, језику и књизи, духовности и народном просвећивању, у свему је близак делу и идејама које су истим стазама водиле нашег просветитеља Доситеја Обрадовића. Рано се опредељује и истрајава да живот посвети младима, њиховом менталном здрављу и школи коју сагледава у њеној дијахронији од античких па све до модерних времена. Дневна болница за децу у Институту за ментално здравље у Београду од 2012. године носи његово име. Тако је он, како сам каже, добио орден сачињен од времена које траје... (Жири: проф. др Војислав Јелић - председник жирија, проф. др Мирко Васиљевић, проф. др Славко Гордић, др Марко Недић и проф. др Драган Симеуновић) |
| 2020.  | Синиша Павић                  | Књижевник и сценариста Синиша Павић спада у ред најзначајнијих стваралачких личности у области књижевне делатности посвећене телевизијској и филмској сценаристици у Србији (Жири: проф. др Војислав Јелић - председник жирија, проф. др Мирко Васиљевић, проф. др Славко Гордић, др Марко Недић и проф. др Драган Симеуновић) |
| 2021.  | академик Данило Баста         | Летимичан поглед на дело и делатност Данила Н. Басте указује на човека широког распона интересовања и ангажовања. Као што је поменуто, средишње подручје његовог рада, у првом реду, чине политичка и правна филозофија класичног немачког идеализма. Нарочиту пажњу је уз то поклонио српској филозофскоправној традицији и богатој духовно-научној баштини Правног факултета у Београду. Баста је, поред тога, деценијама брижљиво пратио, бележио и рецензирао филозофске публикације домаћих и страних аутора... (Жири: проф. др Војислав Јелић - председник жирија, проф. др Мирко Васиљевић, проф. др Славко Гордић, др Марко Недић и проф. др Драган Симеуновић) |
| 2022.  | проф. др Ђорђе Трифуновић     | Бавећи се превасходно српском средњовековном књижевношћу и њеним узајамним везама са византијском и другим словенским литературама, професор Трифуновић је своја истраживања широко засновао на испитивању грађе и издавању старих српских рукописа, суверено се крећући у области словенске археографије и текстологије. Сјајан познавалац историографске науке и историје средњовековне уметности, он је дао изузетан допринос естетичким разматрањима старе књижевности, као и њеним свеобухватнијим филолошким проучавањима... (Жири: проф. др Љубодраг Димић - председник жирија, проф. др Марко Недић, проф. др Дарко Танасковић, проф. др Славко Гордић и проф. др Радивоје Микић) |
| 2023   | Радомир Путник                | Радомир Путник, истакнути писац, театролог, драмски писац, позоришни и књижевни критичар, драматург, уредник и познати културни радник, објавио је велики број књига, више од хиљаду позоришних и књижевних критика у дневним листовима и књижевним часописима, као и у радио и телевизијским емисијама. Читав свој стваралачки живот посветио је позоришту, телевизији, сцени и књизи - био је уредник у Редакцији драмског програма Телевизије Београд, уредник у Редакцији играног програма Телевизије Београд и Радио-телевизије Србије, главни и одговорни уредник Уметничког програма Радио-телевизије Србије, као и директор Драме у Народном позоришту у Београду... (Жири: проф. др Љубодраг Димић - председник жирија, проф. др Марко Недић, проф. др Дарко Танасковић, проф. др Славко Гордић и проф. др Радивоје Микић) |